# Abbaye de Seckau
 (avril 2023).
Si vous disposez d'ouvrages ou d'articles de référence ou si vous connaissez des sites web de qualité traitant du thème abordé ici, merci de compléter l'article en donnant les références utiles à sa vérifiabilité et en les liant à la section « Notes et références ».
L'abbaye de Seckau (Abtei Unserer Lieben Frau) est une abbaye bénédictine vouée à Notre-Dame, située à Seckau en Styrie (Autriche). Elle fait partie de la congrégation de Beuron.

## Histoire
Une abbaye de chanoines réguliers de saint Augustin est fondée en 1140 à Sankt Marein bei Knittelfeld par Adalram de Waldeck et déménage deux ans plus tard à Seckau. Eberhard de Regensberg, archevêque de l'archidiocèse de Salzbourg, en fait une abbaye épiscopale en 1218, à l'origine du diocèse de Graz-Seckau.
Mais en 1782, sous le règne de Joseph II, l'abbaye est démantelée.
L'abbaye est rachetée par la congrégation de Beuron en 1883, après que les bénédictins allemands de l'abbaye de Beuron furent contraints à cause de la politique du Kulturkampf de s'exiler. Elle est érigée en abbaye en 1887 et Dom Willibrord Benzler est élu prieur. L'abbaye devient célèbre pour ses travaux  de recherche liturgique. Les moines y ouvrent aussi un Gymnasium pour garçons en 1926.
Les autorités nationales-socialistes la confisquent en 1940 pour en faire un établissement d'enseignement politique national (Nationalpolitische Erziehungsanstalten, Napola ou NPEA).
Les moines reviennent fin 1945 et rouvrent leur Gymnasium.
L'abbaye abrite aujourd'hui quinze moines dirigés par le P. Johannes Gartner (de l'abbaye de Seitenstetten) depuis 2000.

## L'abbaye
Les bâtiments monastiques datent de la Renaissance (avec des fondations du XIIe siècle) et des ajouts des XVIe et XVIIe siècles
L'église abbatiale romane a été construite entre 1134 et 1164, sa façade ouest et ses deux tours datent de la fin du XVIIe siècle. C'est à cette époque que l'église a été redécorée en style baroque par Peter Franz Carlone. Après l'écroulement de la tour nord en 1886, l'église a été restaurée en style néo-roman.
L'intérieur de l'église abrite une belle Pietà du XIVe siècle, des fresques du XIIIe siècle et un autel voué à la Trinité du XVe siècle. On remarque aussi le monument funéraire de l'archiduc Charles (Renaissance tardive), une crucifixion romane au-dessus du chœur  et une fresque moderne représentant l'Apocalypse par Herbert Boeckl (1894-1966).

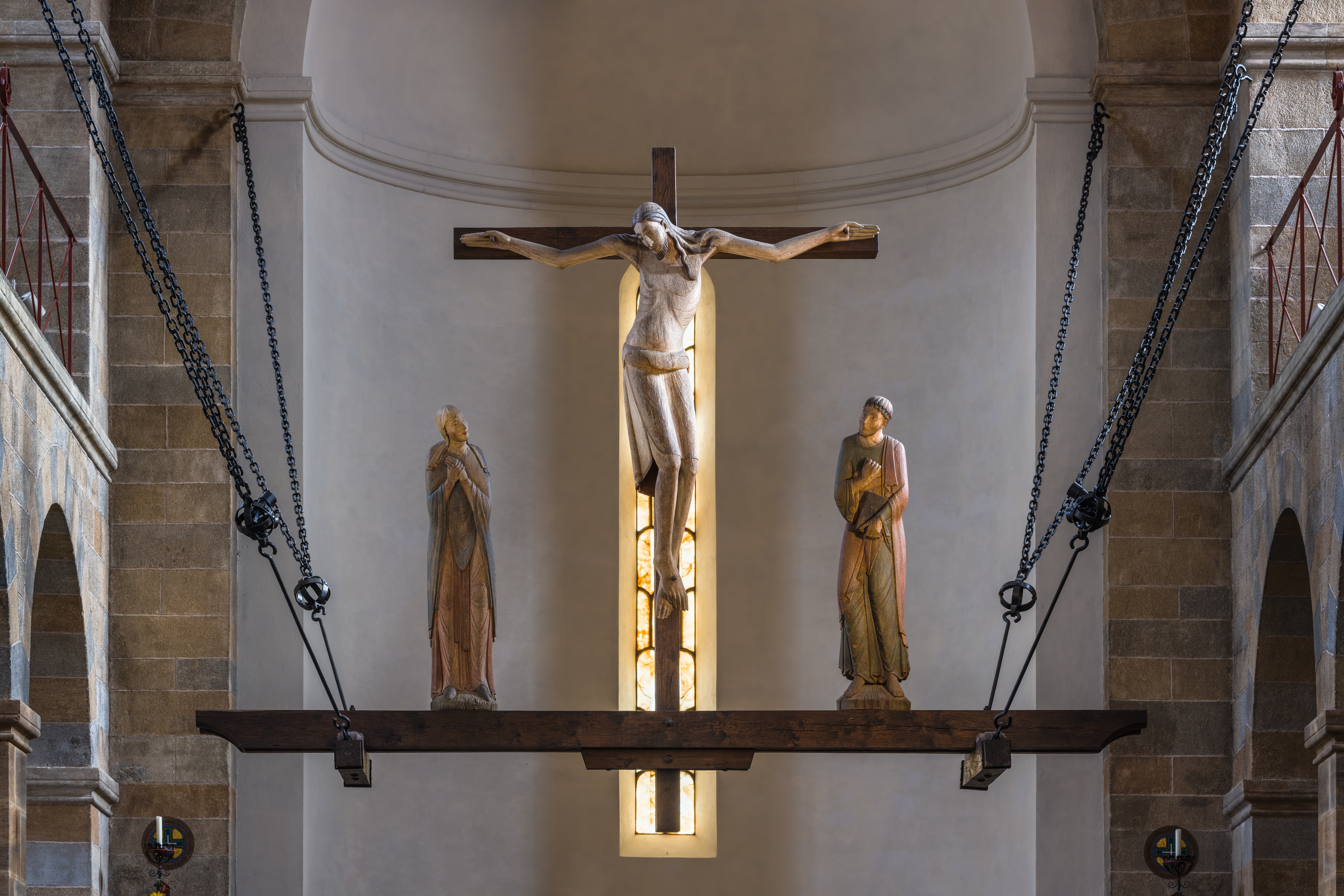
Crucifixion romane
L'intérieur de la basilique de l'abbaye de Seckau. Octobre 2020.
Même intérieur, un peu plus large, un peu plus récent. Mai 2022.